# Law & Order: Organized Crime
Law & Order: Organized Crime es una serie de televisión de drama criminal y procedimental estadounidense creado por Dick Wolf, Ilene Chaiken y Matt Olmstead, siendo producida por Wolf Entertainment y Universal Television para la NBC. La serie se estrenó el 1 de abril de 2021, siendo una serie derivada de Law & Order: Special Victims Unit y séptima entrega de la franquicia Law & Order. Esta protagonizada por Christopher Meloni como Elliot Stabler, retomando su personaje desde SVU y junto con un reparto coral. La serie presenta una historia de «arco único» que tomará varios episodios para resolverse.
En mayo de 2021, la serie fue renovada para una segunda temporada que tendrá 24 episodios confirmados para su emisión, pero solo 22 episodios fueron producidos. La segunda temporada se estrenó el 23 de septiembre de 2021. En mayo de 2022, la serie fue renovada para una tercera temporada, que se estrenó el 22 de septiembre de 2022. En abril de 2023, la serie fue renovada para una cuarta temporada, que se estrenó el 18 de enero de 2024.
En mayo de 2024, la serie fue renovada para una quinta temporada y se trasladaría a Peacock. La quinta temporada se estrenó el 17 de abril de 2025.

## Premisa
La serie se centra en el personaje de Law & Order: Special Victims Unit Elliot Stabler (Christopher Meloni), un veterano detective que regresa al Departamento de Policía de Nueva York, después de que su esposa fuera asesinada. Stabler se une al grupo de trabajo de la «Oficina de Control del Crimen Organizado» liderado por la sargento Ayanna Bell (Danielle Moné Truitt).

## Reparto

### Principales
- Christopher Meloni como el detective de 1.er grado Elliot Stabler, un ex detective de la «Unidad de Víctimas Especiales de Manhattan» que regresa a Nueva York después de retirarse del departamento de policía varios años antes. Se une a un grupo de trabajo dentro de la «Oficina de Control del Crimen Organizado» para encontrar a los asesinos de su esposa y se convierte en el segundo al mando de la unidad.
- Danielle Moné Truitt como la sargento Sergeant Ayanna Bell, es la líder y supervisora del grupo de trabajo OCCO y la actual compañera de Stabler.
- Tamara Taylor como la profesora Angela «Angie» Wheatley (principal, temporada 1; invitada, temporada 2), es una profesora de matemáticas de la Universidad de Hudson, exesposa de Richard Wheatley y sospechosa en el ataque ordenado a Kathy Stabler.
- Ainsley Seiger como el detective de 3.er grado Jet Slootmaekers, un ex hacker independiente que es reclutado para el grupo de trabajo por recomendación de Stabler. Fue recalificado como oficial de la policía de Nueva York para trabajar con el grupo de trabajo de la OCCO.
- Dylan McDermott como Richard Wheatley (principal, temporada 1; invitado, temporada 2), es el hijo del notorio mafioso Manfredi Sinatra, ahora empresario y propietario de una compañía farmacéutica en línea que lleva una segunda vida como jefe criminal y era sospechoso del asesinato de la esposa de Stabler.
- Nona Parker Johnson como la detective de 3er grado Carmen «Nova» Riley (temporada 2)
- Brent Antonello como el detective Jamie Whelan (temporada 3)
- Rick Gonzalez como el detective Bobby Reyes (temporada 3–presente)
- Dean Norris como Randall Stabler (principal, temporada 5;[13] invitado, temporada 4), el hermano mayor de Stabler.

### Recurrentes
- Ben Chase como el detective de 1.er grado Freddie Washburn (temporada 1), un detective de la unidad de Narcóticos reclutado para el grupo especial de la OCCO, y antiguo compañero de Bell en Narcóticos. Presumiblemente deja el OCCO tras cometer un error que permite a Richard Wheatley intentar matar a Angela.
- Michael Rivera como el detective de 2.º grado Diego Morales (temporada 1), un detective originalmente de la «División de Supresión de la Violencia Armada» reclutado para el grupo de trabajo OCCO. Finalmente es descubierto como el topo de Richard Wheatley y es asesinado por Bell en el final de la primera temporada, durante un último intento de asesinar a Angela.
- Shauna Harley como Pilar Wheatley, la actual esposa de Richard.
- Nick Creegan como Richard «Richie» Wheatley Jr. (temporada 1), es el hijo mayor de Richard y de la profesora Angela Wheatley, que aspira a seguir en el negocio familiar. Al final es arrestado junto a su padre en una redada, y más tarde le da un golpe en el final de la primera temporada, tras enterarse de que fue responsable del asesinato de su abuelo, Manfredi Sinatra.
- Jaylin Fletcher como Ryan Wheatley (temporada 1), hijo de Richard y Pilar.
- Christina Marie Karis como Dana Wheatley (temporada 1), la única hija de Richard y la profesora Angela Wheatley que ayuda a su padre en sus crímenes, incluido el robo de varias vacunas contra el COVID-19.
- Ibrahim Renno como Izak Bekher (temporada 1), es la mano derecha de Richard que comienza a trabajar para la policía de Nueva York para atrapar a Wheatley. Más tarde, es asesinado por orden de Richard padre porque fue el único testigo de la participación de Richard hijo en el asesinato de Gina.
- Charlotte Sullivan como la detective de 3.er grado Gina Cappelletti (temporada 1), es una detective encubierta asignada al grupo de trabajo de la OCCO que se ha infiltrado en un club dirigido por la mafia para vigilar a Richard. Sin embargo, Gina finalmente es capturada por los Wheatley y posteriormente es ejecutada por Richie.
- Nicky Torchia como Elliot «Eli» Stabler Jr., el hijo menor de Stabler.
- Autumn Mirassou como Maureen «Mo» Stabler, la hija mayor de Stabler.
- Kaitlyn Davidson como Elizabeth «Lizzie» Stabler, la hija menor de Stabler y hermana gemela de Dickie.
- Keren Dukes como Denise Bullock, la esposa de Ayanna Bell.
- Diany Rodríguez como la ADF Maria Delgado (temporada 1), una asistente del fiscal que anteriormente trabajó con el grupo de trabajo.
- Wendy Moniz como la ADF Anne Frazier, fiscal del caso Wheatley.
- Daniel Oreskes como el teniente Marv Moennig, el comandante del grupo de trabajo de la OCCO.
- Nicholas Baroudi como Joey Raven (temporada 1), el dueño del club «Seven Knights».
- Steve Harris como Ellsworth Lee (temporada 1), abogado de Angela Wheatley.
- Guillermo Díaz como el sargento William «Bill» Brewster (temporada 2), el sargento de un grupo de trabajo de narcóticos y anteriormente fue el jefe de Ayanna Bell antes de que fuera transferida a la «Oficina de Control del Crimen Organizado».
- Mike Cannon como el detective de 3.er grado Carlos Maldonado (temporada 2), un detective bajo el mando de Brewster.
- Rachel Lin como la detective de 1.er grado Victoria Cho (temporada 2), una detective bajo el mando de Brewster.
- Nona Parker-Johnson como la detective de 3.er grado Carmen «Nova» Riley (temporada 2), una detective encubierta de narcóticos que trabaja bajo el mando de Brewster para infiltrarse en los Marcy Killers.
- Ron Cephas Jones como el congresista Leon Kilbride (temporada 2), un político que fomenta las conexiones y parece tener una con los Wheatley.
- Vinnie Jones como Albi Briscu (temporada 2), un gángster de Europa del Este, el cual, es el último miembro que queda de su organización de su antiguo país. Sirve como subjefe de Jon Kosta.
- Lolita Davidovich como Flutura Briscu (temporada 2), la esposa del mafioso albanés y líder de la pandilla, Albi Briscu.
- Mykelti Williamson como Preston Webb (temporada 2), un capo peligroso afiliado al congresista Kilbride.
- Dash Mihok como Reggie Bogdani (temporada 2), el jefe de Stabler durante su tiempo de infiltración encubierto en la pandilla de Briscu.
- Michael Raymond-James como Jon Kosta (temporada 2), el fundador de la Organización Kosta.
- Izabela Vidovic como Rita Lasku (temporada 2), una camarera que fue traficada por la Organización Kosta.
- Caroline Lagerfelt como Agniezjka «Agnes» Bogdani (temporada 2), la madre de Reggie Bogdani.

### Personajes Crossover
- Mariska Hargitay como Olivia Benson, la capitana de la «Unidad de Víctimas Especiales» de Manhattan, y antigua compañera de Stabler.
- Peter Scanavino como Dominick «Sonny» Carisi Jr., el asistente del fiscal del distrito de Manhattan.
- Demore Barnes como Christian Garland (temporada 1), subjefe de todas las UVE de la policía de Nueva York.
- Allison Siko como Kathleen Stabler, la segunda hija mayor de Stabler.
- Jeffrey Scaperrotta como Richard «Dickie» Stabler, el hijo mayor de Stabler.
- Ryan Buggle como Noah Porter-Benson, el hijo de Olivia.
- Ellen Burstyn como Bernadette «Bernie» Stabler (temporada 2), la madre de Elliot Stabler.[14]
- Ice T como Odafin «Fin» Tutuola (temporada 2), sargento de la «Unidad de Víctimas Especiales» de Manhattan y antiguo compañero de trabajo de Stabler.
- Raúl Esparza como Abogado defensor (anteriormente el asistente del fiscal del distrito) Rafael Barba (temporada 2).
- Kelli Giddish como Amanda Rollins (temporada 3).
- Jeffrey Donovan como el Detective Frank Cosgrove (temporada 3)
- Mehcad Brooks como Detective Jalen Shaw (temporada 3)
- Camryn Manheim como la teniente Kate Dixon (temporada 3)

## Episodios
| Temporada | Temporada | Episodios | Episodios | Emisión original         | Emisión original    |
| Temporada | Temporada | Episodios | Episodios | Primera emisión          | Última emisión      |
| --------- | --------- | --------- | --------- | ------------------------ | ------------------- |
|           | 1         | 8         | 8         | 1 de abril de 2021       | 3 de junio de 2021  |
|           | 2         | 22        | 22        | 23 de septiembre de 2021 | 19 de mayo de 2022  |
|           | 3         | 22        | 22        | 22 de septiembre de 2022 | 18 de mayo de 2023  |
|           | 4         | 13        | 13        | 18 de enero de 2024      | 16 de mayo de 2024  |
|           | 5         | 10        | 10        | 17 de abril de 2025      | 12 de junio de 2025 |

## Producción

### Desarrollo

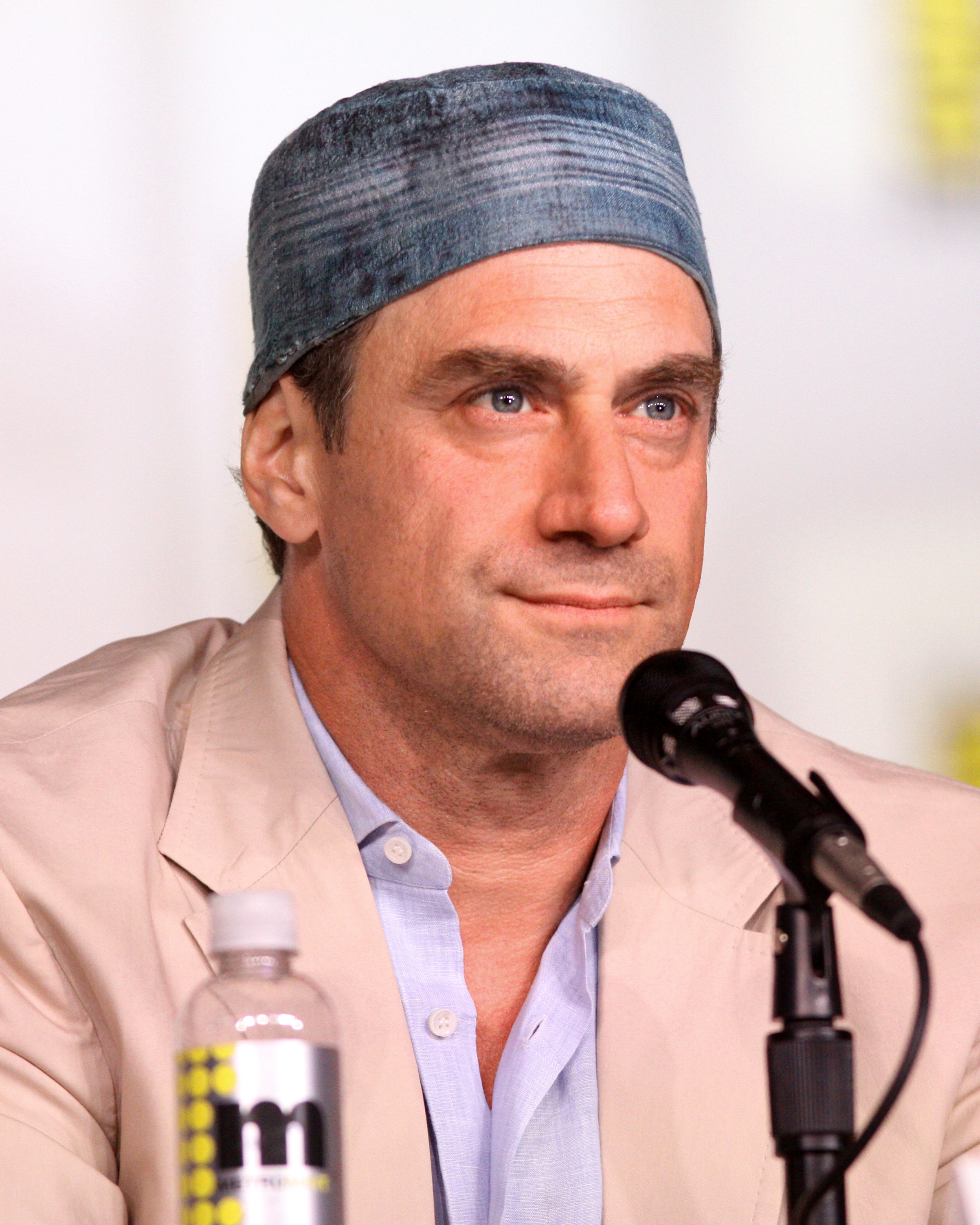
Después de trabajar en Special Victims Unit, Christopher Meloni regresó a la franquicia de Law & Order para retomar su personaje de Elliot Stabler.

El 31 de marzo de 2020, la NBC dio una orden de 13 episodios a un nuevo drama criminal protagonizado por Meloni, repitiendo su personaje de Law & Order: Special Victims Unit, Elliot Stabler. Dick Wolf, Arthur W. Forney y Peter Jankowski serán los productores ejecutivos, mientras que Matt Olmstead será el guionista y director de la serie. La serie llega tras el acuerdo de cinco años de Wolf con Universal Television, que también sirve como productora de la serie junto con Wolf Entertainment.
La serie originalmente estaba planeada para ser puesta en marcha en el final de la vigesimoprimera temporada de Law & Order: Special Victims Unit, junto con el regreso de la mujer y el hijo de Stabler. El episodio también habría revelado el paradero de la familia Stabler, tras la salida de Meloni y su personaje en la duodécima temporada. Cuando se le preguntó si el argumento tendría lugar en el estreno de la vigesimosegunda temporada, el showrunner de Law & Order: Special Victims Unit Warren Leight, dijo que «está bastante claro que Elliot estará en el estreno de la temporada de SVU». Craig Gore iba a ser uno de los guionistas de la serie, pero fue despedido por Wolf el 2 de junio de 2020 por unas polémicas publicaciones en Facebook sobre los saqueos y el toque de queda puesto en marcha en Los Ángeles, debido a las protestas por el asesinato de George Floyd. Gore había figurado como coproductor ejecutivo de la serie en su perfil de Facebook, pero Meloni anunció que Olmstead sería el showrunner de la serie, y ya no Gore. Ese mismo día, se reveló que el título de la serie era Law & Order: Organized Crime. El primer teaser de la serie se estrenó durante el evento 30 Rock: A One-Time Special el 17 de julio de ese mismo año. En julio, Meloni declaró que aún no había visto un guion y que los guionistas seguían trabajando en la historia. En octubre de 2020, Olmstead renunció a la producción ejecutiva de la serie y fue sustituido por Ilene Chaiken en diciembre de 2020. El 14 de mayo de 2021, la NBC renovó la serie para una segunda temporada, que se estrenó el 23 de septiembre de 2021. El 10 de mayo de 2022, la NBC renovó la serie para una tercera temporada, que se estrenó el 22 de septiembre de 2022. El 10 de abril de 2023, NBC renovó la serie para una cuarta temporada, que se estrenó el 18 de enero de 2024.
El 25 de abril de 2024, se informó de que la serie estaba finalizando un acuerdo respecto a la renovación de una quinta temporada de 10 episodios y que la serie se trasladaría de NBC a su servicio de streaming Peacock. El 9 de mayo de 2024, la serie fue oficialmente renovada para una quinta temporada, la cual se estrenó el 17 de abril de 2025.

### Selección de reparto
Durante la producción de la serie, en julio de 2020, Meloni anunció que Mariska Hargitay haría una aparición como invitada en el papel de su personaje de Law & Order: Special Victims Unit, Olivia Benson. El 27 de enero de 2021, Dylan McDermott había sido incluido en el reparto de la serie, a la que se sumaron al mes siguiente Tamara Taylor, Danielle Moné Truitt, Ainsley Seiger, Jaylin Fletcher, Charlotte Sullivan, Nick Creegan y Ben Chase. A finales de marzo, se informó de que Nicky Torchia, Michael Rivera e Ibrahim Renno aparecerían en papeles recurrentes. En marzo, se reveló que algunos de los actores que interpretaron a miembros de la familia Stabler ya en 1999, en episodios de Law & Order: Special Victims Unit, aparecerían en la nueva serie, incluyendo a Allison Siko como la hija mayor Kathleen y Jeffrey Scaperrotta como el hijo Dickie, mientras que Isabel Gillies apareció como la esposa Kathy, que sería asesinada en el episodio de Law & Order: Special Victims Unit en el que los Stabler regresan a Nueva York, preparando el terreno para la nueva serie. En agosto, Ron Cephas Jones, Vinnie Jones, Lolita Davidovich, Mykelti Williamson, Guillermo Díaz y Dash Mihok se unieron al reparto en papeles recurrentes para la segunda temporada.

### Rodaje
Al igual que en Law & Order: Special Victims Unit, la serie es filmada en locaciones en la ciudad de Nueva York. La producción de la serie iba a comenzar en agosto de 2020, pero se anunció en septiembre que la serie era la única producida por Wolf Entertainment a la que no se le había dado una fecha de inicio de producción. Posteriormente, la serie comenzó su producción el 27 de enero de 2021, durante la Pandemia de COVID-19 en Estados Unidos y mientras, Meloni y Hargitay compartieron imágenes en el set. En los meses siguientes, la producción de la serie se detuvo dos veces debido a dos pruebas positivas de COVID-19; a pesar de la interrupción, se anunció que la serie se estrenaría en la misma fecha.

## Emisión y lanzamiento

### Emisión original
El 16 de junio de 2020, se anunció que la serie se emitiría los jueves a las 10pm/9c. por NBC, siendo de esta, la antigua franja horaria de Law & Order: Special Victims Unit, con esta última adelantada una hora a las 9pm/8c.; la serie era la única nueva serie en la programación de otoño de la NBC en este momento para la temporada en televisión 2020-21. En agosto de 2020, la serie se retrasó hasta 2021 y el 4 de febrero de 2021 se anunció que la serie se estrenaría el 1 de abril de 2021, como parte de un crossover de dos horas con Law & Order: Special Victims Unit. La primera temporada consistió de ocho episodios.

### Lanzamiento por streaming
La serie estará disponible en el servicio de streaming de la NBC Peacock, los episodios se publicarán en el servicio una semana después de su emisión en la NBC para el nivel gratuito del servicio y al día siguiente para el nivel de pago. La primera temporada completa también está disponible en Hulu.[cita requerida]

### Emisiones internacionales
En Canadá, Organized Crime se emite en Citytv simultáneamente con NBC, con la diferencia de las anteriores series de Law & Order ambientadas en Estados Unidos, que se han emitido a través de CTV. Debido a que se tienen otros compromisos con otros programas que se emiten los jueves por la noche, como Grey's Anatomy, TV emitió el episodio principal directo de SVU fuera de la emisión simultánea en la franja horaria de las 10:00 p. m. ET/PT, emitiéndose directamente contra el estreno de su serie derivada en Citytv.
En Australia, Organized Crime se emite a través de Nine Network todos los lunes por la noche a partir del 12 de abril de 2021.
En Latinoamérica, Organized Crime tiene previsto el lanzamiento de su primera temporada completa por la plataforma Star+ el 24 de noviembre de 2021.

## Audiencias
| Temporada | Horario (ET/CT) | Episodios | Primera emisión          | Primera emisión      | Última emisión     | Última emisión       | Ranking | Promedio de espectadores (millones) | Adultos de 18–49 años (promedio) |
| Temporada | Horario (ET/CT) | Episodios | Fecha                    | Audiencia (millones) | Fecha              | Audiencia (millones) | Ranking | Promedio de espectadores (millones) | Adultos de 18–49 años (promedio) |
| --------- | --------------- | --------- | ------------------------ | -------------------- | ------------------ | -------------------- | ------- | ----------------------------------- | -------------------------------- |
| 1         | Jueves 10pm/9c. | 8         | 1 de abril de 2021       | 7.86                 | 3 de junio de 2021 | 4.02                 | 21      | 4.78                                | 1.5                              |
| 2         | Jueves 10pm/9c. | 22        | 23 de septiembre de 2021 | 4.18                 | 19 de mayo de 2022 | 3.37                 | 45      | 3.39                                | 1.0                              |
| 3         | Jueves 10pm/9c. | 22        | 22 de septiembre de 2022 | 4.97                 | 18 de mayo de 2023 | 4.00                 | 39      | 3.45                                | 0.8                              |
| 4         | Jueves 10pm/9c. | 13        | 18 de enero de 2024      | 3.90                 | 16 de mayo de 2024 | 2.90                 | 38      | 3.28                                | 0.6                              |